# 哈吉·格伦希
哈吉·格伦希（英语：Alhaji Grunshi） DCM MM，是一位服役于黄金海岸军团的土著士兵。第一次世界大战爆发后，他打响了英军的第一枪。   

## 个人生平
哈吉·格伦希出生于达格邦王国的一个格伦希人家庭。1908年至1924年，他在黄金海岸军团服役。

## 第一次世界大战
第一次世界大战爆发时，德意志帝国的西非殖民地多哥兰孤悬海外。多哥兰西邻英属黄金海岸，东接法属达荷美，北靠法属西非，可谓是三面受敌， 因此在1914年8月4日（英国向德国宣战）后，多哥兰的增援被完全切断。 1914年，多哥兰境内没有德国驻军。除了一支由660名土著警察和10名德军中士组成的警卫部队外，多哥兰并不具备防范外敌入侵的能力。 

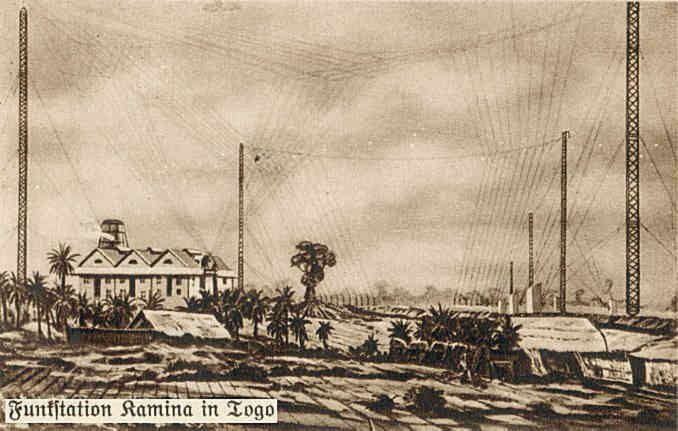
一战爆发前的卡米纳无线电台

尽管多哥兰并不能为德意志帝国提供充足的资源，但对于德意志殖民帝国而言，多哥兰具有重要的战略意义。坐落于多哥兰境内的卡米纳无线电台是德国海外无线电中转中心。德属西南非洲与德属东非之间的无线电联络，乃至德国本土与南大西洋航运之间的无线电联络，都绕不开卡米纳无线电台。 

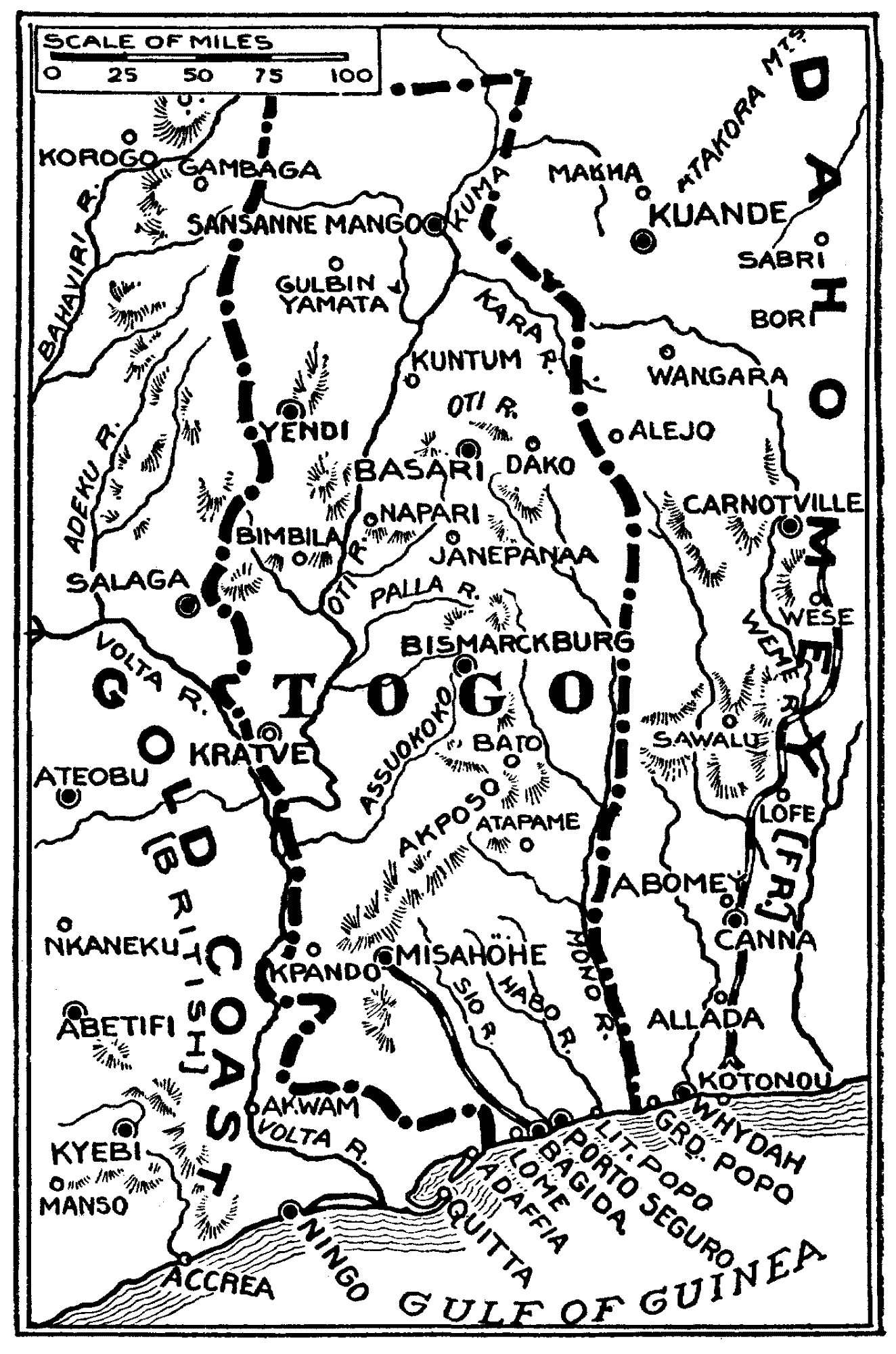
1914 年的多哥兰

英国向德国宣战后，黄金海岸军团从英属黄金海岸进入多哥兰，并向其首都洛美挺进。  1914 年8月7日，黄金海岸军团的一支先遣巡逻队在诺策（距洛美约95公里）的一家工厂遭遇了多哥兰的警卫部队。警卫部队向巡逻队开枪， 哈吉·格伦希开枪还击， 这是英国军队于第一次世界大战中的第一次开火。  次日，警卫部队的指挥官豪普特曼·普法勒 (Hauptmann Pfaeler) 在爬树（以观察敌军动向）的时候被枪杀，多哥兰方面的抵抗随即崩溃。德国技术人员于8月24日摧毁了卡米纳无线电台，两日后，多哥兰向英国和法国投降。
哈吉·格伦希在战争中幸存下来，他参与了三场非洲战役，  并于1918年3月5日以准下士的身份被战报通令嘉奖。 1919年3月13日，哈吉·格伦希（时为英军中士）因在东非战役中的贡献而被授予军功勋章。1924年，哈吉·格伦希以团军士长的军衔退役。